# Élections législatives de 1842 dans la Mayenne
Les élections législatives françaises de 1842 se déroulent le 9 juillet 1842. Dans le département de la Mayenne, cinq députés sont à élire dans le cadre d'un scrutin uninominal majoritaire.

## Élus
|   | Arrondissement | Député sortant                                                                    |  | Parti                      | Député élu ou réélu                       |  | Parti                      |
| - | -------------- | --------------------------------------------------------------------------------- |  | -------------------------- | ----------------------------------------- |  | -------------------------- |
| = | Premier        | Charles-Guillaume Sourdille de La Valette                                         |  | Opposition gouvernementale | Charles-Guillaume Sourdille de La Valette |  | Opposition gouvernementale |
| = | Deuxième       | Paul Boudet                                                                       |  | Opposition gouvernementale | Paul Boudet                               |  | Opposition gouvernementale |
| = | Troisième      | Louis Chenais                                                                     |  | Opposition gouvernementale | Louis Chenais                             |  | Opposition gouvernementale |
| = | Quatrième      | Jean-Baptiste Letourneux                                                          |  | Opposition gouvernementale | Jean-Baptiste Letourneux                  |  | Opposition gouvernementale |
| = | Cinquième      | Constant Paillard-Ducléré décédé en 1839, remplacé par Ambroise Poupard-Duplessis |  | Opposition gouvernementale | Étienne Duboys Fresney                    |  | Opposition républicaine    |

## Résultats

### Laval intra-muros
| Candidats        | Candidats                                   | Étiquette                  | Premier tour | Premier tour | Deuxième tour | Deuxième tour | Ballotage | Ballotage |
| Candidats        | Candidats                                   | Étiquette                  | Voix         | %            | Voix          | %             | Voix      | %         |
| ---------------- | ------------------------------------------- | -------------------------- | ------------ | ------------ | ------------- | ------------- | --------- | --------- |
|                  | Charles-Guillaume Sourdille de La Valette * | Opposition gouvernementale | 130          |              |               |               |           |           |
|                  | Auguste d'Elva                              | Opposition de droite       | 64           |              |               |               |           |           |
|                  | Guédon                                      | Majorité gouvernementale   | 62           |              |               |               |           |           |
|                  |                                             |                            |              |              |               |               |           |           |
| Inscrits         | Inscrits                                    | Inscrits                   | 328          |              |               |               |           |           |
| Votants          | Votants                                     | Votants                    | 259          |              |               |               |           |           |
| Exprimés         |                                             |                            |              |              |               |               |           |           |
| Blancs et perdus |                                             |                            |              |              |               |               |           |           |

*sortant

### Laval extra-muros
| Candidats        | Candidats             | Étiquette                  | Premier tour | Premier tour | Ballotage | Ballotage |  |
| Candidats        | Candidats             | Étiquette                  | Voix         | %            | Voix      | %         |  |
| ---------------- | --------------------- | -------------------------- | ------------ | ------------ | --------- | --------- |  |
|                  | Paul Boudet *         | Opposition gouvernementale | 145          |              |           |           |  |
|                  | Jules Bernard-Dutreil | Opposition républicaine    | 14           |              |           |           |  |
|                  |                       |                            |              |              |           |           |  |
| Inscrits         | Inscrits              | Inscrits                   | 327          |              |           |           |  |
| Votants          | Votants               | Votants                    | 167          |              |           |           |  |
| Exprimés         |                       |                            |              |              |           |           |  |
| Blancs et perdus |                       |                            |              |              |           |           |  |

*sortant

### Mayenne intra-muros
| Candidats        | Candidats                        | Étiquette                  | Premier tour | Premier tour | Ballotage | Ballotage |  |
| Candidats        | Candidats                        | Étiquette                  | Voix         | %            | Voix      | %         |  |
| ---------------- | -------------------------------- | -------------------------- | ------------ | ------------ | --------- | --------- |  |
|                  | Louis Chenais *                  | Opposition gouvernementale | 89           |              |           |           |  |
|                  | Auguste Alexis Lepescheux        | Majorité gouvernementale   | 43           |              |           |           |  |
|                  | Charles-Pierre Michel de Puisard | Juste milieu               | 31           |              |           |           |  |
|                  |                                  |                            |              |              |           |           |  |
| Inscrits         | Inscrits                         | Inscrits                   | 197          |              |           |           |  |
| Votants          | Votants                          | Votants                    | 169          |              |           |           |  |
| Exprimés         |                                  |                            |              |              |           |           |  |
| Blancs et perdus |                                  |                            |              |              |           |           |  |

*sortant

### Mayenne exra-muros
| Candidats        | Candidats                  | Étiquette                  | Premier tour | Premier tour | Deuxième tour | Deuxième tour | Ballotage | Ballotage |
| Candidats        | Candidats                  | Étiquette                  | Voix         | %            | Voix          | %             | Voix      | %         |
| ---------------- | -------------------------- | -------------------------- | ------------ | ------------ | ------------- | ------------- | --------- | --------- |
|                  | Jean-Baptiste Letourneux * | Opposition gouvernementale | 220          |              |               |               |           |           |
|                  | de Beauchêne               | Opposition de droite       | 36           |              |               |               |           |           |
|                  | Noël de la Touche          | Majorité gouvernementale   | 34           |              |               |               |           |           |
|                  |                            |                            |              |              |               |               |           |           |
| Inscrits         | Inscrits                   | Inscrits                   | 492          |              |               |               |           |           |
| Votants          | Votants                    | Votants                    | 296          |              |               |               |           |           |
| Exprimés         |                            |                            |              |              |               |               |           |           |
| Blancs et perdus |                            |                            |              |              |               |               |           |           |

*sortant

### Château-Gontier
| Candidats        | Candidats              | Étiquette                | Premier tour | Premier tour | Ballotage | Ballotage |  |
| Candidats        | Candidats              | Étiquette                | Voix         | %            | Voix      | %         |  |
| ---------------- | ---------------------- | ------------------------ | ------------ | ------------ | --------- | --------- |  |
|                  | Étienne Duboys Fresney | Opposition républicaine  | 270          |              |           |           |  |
|                  | Pierre René Martinet   | Majorité gouvernementale | 210          |              |           |           |  |
|                  |                        |                          |              |              |           |           |  |
| Inscrits         | Inscrits               | Inscrits                 | 534          |              |           |           |  |
| Votants          | Votants                | Votants                  | 480          |              |           |           |  |
| Exprimés         |                        |                          |              |              |           |           |  |
| Blancs et perdus |                        |                          |              |              |           |           |  |

*sortant